# God Bless the Red Krayola and All Who Sail With It
God Bless the Red Krayola and All Who Sail With It — второй студийный альбом американской экспериментальной рок-группы Red Krayola, выпущенный в мае 1968 года на лейбле International Artists.

## Отзывы критиков
| Оценки критиков                   | Оценки критиков |
| Источник                          | Оценка          |
| --------------------------------- | --------------- |
| AllMusic                          | [ 4 ]           |
| The Encyclopedia of Popular Music | [ 5 ]           |
| Pitchfork                         | 9.5/10          |
| Spin Alternative Record Guide     | 9/10            |

Рецензент AllMusic Марк Деминг написал следующее: «God Bless the Red Krayola and All Who Sail with It вышел совершенно непохожим на что-либо. Потребовались несколько десятилетий пост-панковских экспериментов, чтобы предложенное Майо Томпсоном звучание нашло своё место на музыкальной сцене. Впрочем, благодаря намеренно лёгкому, непринуждённому настрою звуковые „осколки“ воспринимаются легко — если, конечно, слушатель не обременён стереотипами». The Spin Alternative Record Guide назвал альбом «превосходным», описывая его как «маленькие песни полные тихого ужаса и акустической путаницы.»
Журнал Texas Monthly написал, что «через поколение [] альбом станет образцом панк-рока».

## Список композиций
Слова и музыка всех песен — The Red Krayola.
| №   | Название                            | Длительность |
| --- | ----------------------------------- | ------------ |
| 1.  | «Say Hello to Jamie Jones»          | 2: 30        |
| 2.  | «Music»                             | 1: 00        |
| 3.  | «The Shirt»                         | 2: 30        |
| 4.  | «Listen to This»                    | 0: 04        |
| 5.  | «Save the House»                    | 1: 24        |
| 6.  | «Victory Garden»                    | 1: 48        |
| 7.  | «Coconut Hotel»                     | 1: 22        |
| 8.  | «Sheriff Jack»                      | 2: 12        |
| 9.  | «Free Piece»                        | 2: 18        |
| 10. | «Ravi Shankar: Parachutist»         | 2: 09        |
| 11. | «Piece for Piano and Electric Bass» | 0: 45        |
| 12. | «Dairymaid's Lament»                | 2: 30        |

| №  | Название                     | Длительность |
| -- | ---------------------------- | ------------ |
| 1. | «Big»                        | 1: 37        |
| 2. | «Leejol»                     | 2: 40        |
| 3. | «Sherlock Holmes»            | 2: 55        |
| 4. | «Dirth of Tilth»             | 1: 26        |
| 5. | «Tina's Gone to Have a Baby» | 1: 49        |
| 6. | «The Jewels of the Madonna»  | 1: 29        |
| 7. | «Green of My Pants»          | 3: 00        |
| 8. | «Night Song»                 | 1: 52        |

## Участники записи
- Стив Каннингем — бас
- Томми Смит — ударные
- Майо Томпсон — гитара, фортепиано, вокал